# 澳洲硬頭魚
澳洲硬頭魚(学名：Craterocephalus stramineus），為輻鰭魚綱銀漢魚目銀漢魚科的其中一種，分布於澳洲淡水流域，體長可達6.5公分，為熱帶魚類，棲息在水生植物生長的溪流及湖泊表層水域，成小群活動，以水生昆蟲、甲殼類及藻類等為食，生活習性不明。